# Léopold Renouard
Pour les articles homonymes, voir Renouard.
Jules-Léopold Renouard, né le 27 janvier 1833 à Paris où il est mort le 7 mars 1910, est un financier français. 

## Biographie

### Famille
Il est le fils de Jules Renouard (fils de Antoine-Augustin Renouard) et d'Adèle Cunin-Gridaine (fille du ministre Laurent Cunin-Gridaine).
Marié à Mlle Delamotte, il est le beau-père de l'amiral Joseph Ramey de Sugny et du comte Gérard de Dampierre, conseiller général des Landes.

### Carrière
Renouard est agent de change à Paris de 1859 à 1872, puis directeur des Finances de la ville de Paris en 1873. En 1875, il est trésorier-payeur général et, en 1877, il est nommé gouverneur du Crédit foncier de France. Du 27 janvier 1887 au 1er août 1889, il est régent de la Banque de France (siège V).
En août 1889, il devient second sous-gouverneur de la Banque de France, puis premier sous-gouverneur du 10 mai 1895 au 25 mai 1898. En 1909, il succède à Eugène Goüin (beau-frère de son oncle Charles Cunin-Gridaine), décédé, comme Président du Conseil d'administration la Banque de Paris et des Pays-Bas. 
Il est aussi président de la Banque d'État du Maroc, vice-président du Conseil et président du Comité de Paris de la Banco Español de Crédito, administrateur de la Banque de l'Indochine, de la Compagnie des chemins de fer d'Orléans, de la Société Lorraine des A.E. de Dietrich de Lunéville, de la Banque Hypothécaire d'Espagne, de la Banque d'Outremer.

## Distinctions
- Officier de la Légion d'honneur[4]
- Grand-croix de l'ordre d'Isabelle la Catholique, de l'ordre de Saint-Stanislas et de l'ordre du Médjidié
- Grand-officier de l'Ordre de la Croix de Takovo et de l'Ordre de Saint-Alexandre
- Commandeur de l'ordre de l'Immaculée Conception de Vila Viçosa.